# Kvemo Merjeuli
Kvemo Merjeuli (en georgiano: ქვემო მერხეული; en armenio: Ներքին Մերխեուլ) o Tsakatui Marjaul (en abjasio: Ҵаҟатәи Мархьаул) es una aldea que pertenece a la parcialmente reconocida República de Abjasia, parte del distrito de Gulripshi, aunque de iure pertenece al municipio de Gulripshi de la República Autónoma de Abjasia de Georgia.

## Geografía
Kvemo Merjeuli se encuentra en la llanura del mar Negro, a orillas del río Machara. La aldea está a 2 km de Gulripshi y se administra desde el pueblo de Machara.

## Demografía
La evolución demográfica de Kvemo Merjeuli entre 1959 y 1989 fue la siguiente:
| 4209                                                | 755 |
| (Fuente: Population of Abkhazia since Soviet times) |     |

Antes de la guerra de Abjasia, la mayoría de la población local eran georgianos y armenios.

## Economía
Durante el período soviético se desarrolló el cultivo de tabaco y cítricos. 